# PBS-1

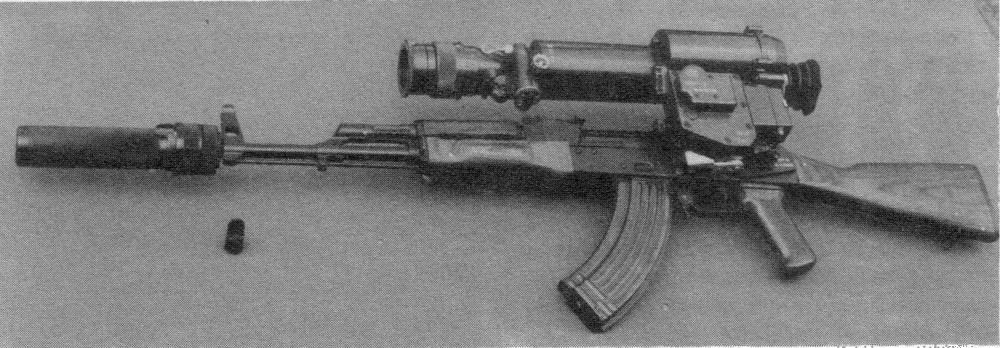
Karabinek AKMŁ z celownikiem noktowizyjnym NSP-3 i tłumikiem dźwięku PBS-1

PBS-1 – tłumik dźwięku opracowany w ZSRR w połowie lat 50. dla karabinów szturmowych AK i AKM. Nazwa PBS jest skrótem od „Pribor Bezszumnoj Strielby”. Tłumik przystosowany do strzelania tylko specjalnymi, poddźwiękowymi nabojami pośrednimi 7,62 × 39 mm wz. 43 US „Umiensznoj Skorosti” – o zmniejszonej ilości ładunku prochowego i cięższym pocisku, oznaczanymi czarno-zielonym paskiem na ostrołuku pocisku.
Tłumik zawiera niewielką komorę wstępnego rozprężania zwaną komorą dławika, z której część gazów prochowych jest kierowana na zewnątrz, oraz komorę przednią podzieloną dziesięcioma przegrodami metalowymi separatora na jedenaście przedziałów rozprężania. Obydwie komory są przedzielone przegrodą w postaci gumowego krążka, który po zużyciu (ok. 200 strzałów) jest wymieniany.
Mało znaną odmianą jest PBS-2 dostosowany do karabinka AK-74 kal. 5,45 x 39 mm. Do subkarabinków AKS-74U pojawiły się tłumiki PBS-3 i PBS-4 które wyparł ostatni segmentowy tłumik PBS.